# الشرطة-X (الملفات-X)
إيكس كوبس أو «X-كوبس» أو «الشرطة-X» هي الحلقة الثانية عشرة من الموسم السابع من سلسلة أفلام الخيال العلمي الأمريكية الملفات-X (ذي X-فيليز). من إخراج مايكل واتكينز وكتبه فينس غيليغان، يعمل تركيب قصة «الوحش الأسبوع» - كمؤامرة مستقلة لا علاقة لها بالأساطير الشاملة للملفات X. وقد بثت في الأصل في الولايات المتحدة من قبل شبكة فوكس في 20 فبراير 2000، «X- رجال الشرطة» حصل على تصنيف نيلسون من 9.7 وكانت تشاهد من قبل أكثر من 16.56 مليون مشاهد. وحصلت الحلقة على مراجعات إيجابية من النقاد، ويرجع ذلك إلى حد كبير إلى العرض الفريد من نوعه، فضلًا عن استخدام الفكاهة. منذ بثها، تم اختيار الحلقة كأفضل حلقة بين حلقات الملفات X من قبل العديد من النقاد.

## وصلات خارجية
- الشرطة-X على موقع IMDb (الإنجليزية)
- الشرطة-X على موقع روتن توميتوز (الإنجليزية)
- الشرطة-X على موقع أول موفي (الإنجليزية)